# Gobernación de Yauf (Yemén)
Yawf (en árabe: الجوف āl-Jawf) es una gobernación de Yemen. Desde mediados de 2011, la mayoría de su territorio está bajo control de la milicia chiita islamista de los Houthis.